# Dasypolia exprimata
Dasypolia exprimata là một loài bướm đêm trong họ Noctuidae.